# Vladislav Radimov
Vladislav Nikolaevič Radimov (in russo Владислав Николаевич Радимов?; Leningrado, 26 novembre 1975) è un ex calciatore russo, di ruolo difensore.

## Carriera
Da Bambino frequentava una scuola di scherma, ma all età di 9 anni, si iscrisse ad una scuola di calcio, precisamente quella di Smena, qui non riceve molte attenzioni dai club di San Pietroburgo, e nel 1992 colleziona una sola presenza, nella squadra di seconda divisione russa, Smena-Saturn.
Nel giugno 1992, si trasferisce a Mosca, nella squadra riserve del CSKA Mosca, ma comunque esordisce in prima squadra il 30 luglio 1992, in un match contro l'Okean.
Nel 1994 esordisce nella Nazionale in un'amichevole contro l'Austria.
Nel 1996 gioca tutti e tre i match della Russia ad Euro 96, alla fine della competizione si trasferisce in Spagna, al Real Saragozza, fino al 1999 anno in cui viene dato in prestito alla Dinamo Mosca.
Finito il prestito viene ceduto definitivamente al Levski Sofia dove pero colleziona solo 3 presenze ed 1 rete, alla fine del 2001 ritorna in Russia al Kryl'ja Sovetov Samara, divenendone il capitano, dopo 2 anni ritorna a casa poiché viene tesserato dal club della sua città lo Zenit San Pietroburgo, dove diventa anche lì, subito, il capitano.

### Vita privata
Il 18 ottobre 2005, convola a nozze con la cantante russa Tat'jana Bulanova.

## Palmarès

### Club

#### Competizioni nazionali
- Coppa di Spagna: 1

Real Saragozza: 2000-2001
- Campionato bulgaro: 1

Levski: 2000-2001
- Campionato russo: 1

Zenit: 2007
- Supercoppa di Russia: 1

Zenit: 2008
- Kubok Prem'er-Liga: 1

Zenit: 2003

#### Competizioni internazionali
- Coppa UEFA: 1

Zenit: 2007-2008
- Supercoppa UEFA: 1

Zenit: 2008